# Антоніо Альсаменді
Антоніо Альсаменді (ісп. Antonio Alzamendi, нар. 7 червня 1956, Дурасно) — уругвайський футболіст, що грав на позиції нападника. Футболіст року в Південній Америці (1986).
Виступав, зокрема, за «Рівер Плейт», у складі якого став володарем Кубка Лібертадорес та Міжконтинентального кубка, а також національну збірну Уругваю. У складі збірної — дворазовий володар Кубка Америки.

## Клубна кар'єра
Народився 7 червня 1956 року в місті Дурасно. Вихованець юнацьких команд футбольних клубів «Вондерерз» та «Полісіаль» з рідного міста. У дорослому футболі дебютував 1976 року виступами за команду «Суд Америка», в якій провів три сезони.

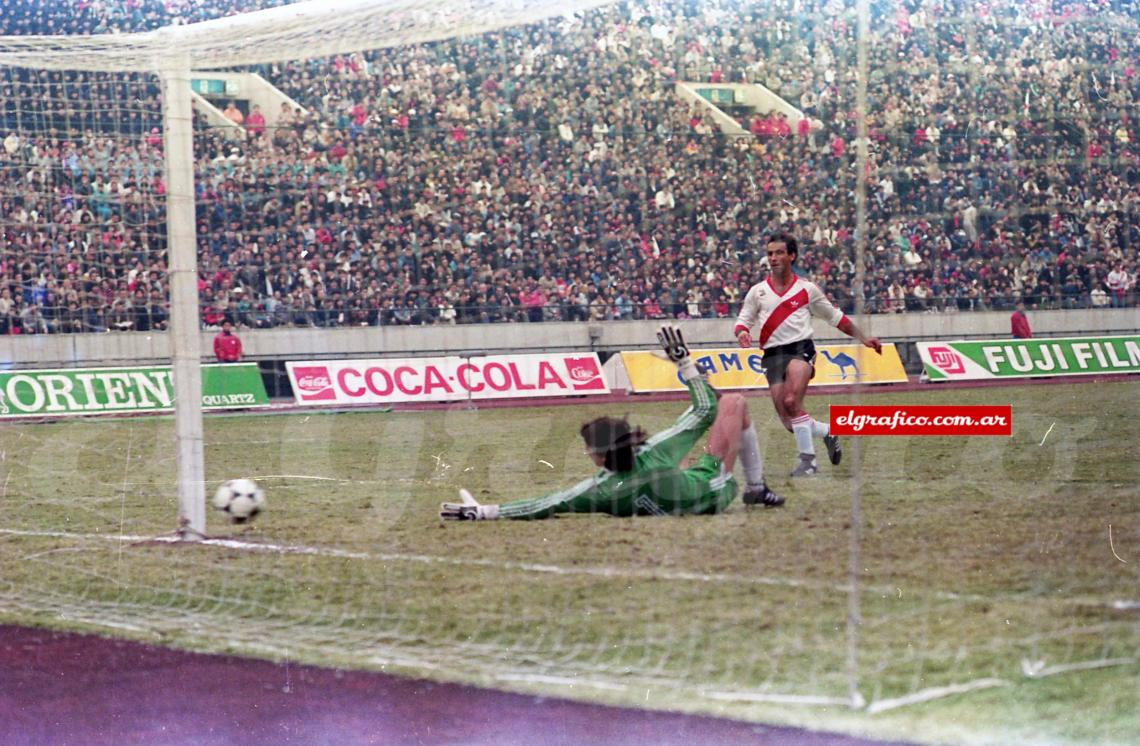
Альсаменді забиває переможний гол у Міжконтинентальному кубку 1986 року.

Своєю грою за цю команду привернув увагу представників тренерського штабу аргентинського клубу «Індепендьєнте», до складу якого приєднався на початку 1979 року і в січні встиг зіграти в переможному фіналі чемпіонату Аргентини Насьйональ 1978 року проти «Рівер Плейт» (2:0), здобувши титул чемпіона. Загалом відіграв за команду з Авельянеди три сезони своєї ігрової кар'єри і дійшов з командою до півфіналу Кубка Лібертадорес 1979 року. Більшість часу, проведеного у складі «Індепендьєнте», був основним гравцем атакувальної ланки команди і одним з головних бомбардирів команди, маючи середню результативність на рівні 0,41 гола за гру першості.
У 1982 році Альсаменді перейшов у «Рівер Плейт», якому допоміг вийти до півфіналу Кубка Лібертадорес 1982 року, але того ж року повернувся до Уругваю і став грати за столичний «Насьйональ», у складі якого виграв чемпіонат Уругваю та зіграв у півфіналі Кубка Лібертадорес 1983 року.
У 1983 році він переїхав до Мексики, де протягом сезону 1983/84 виступав за «Текос». Повернувшись до Уругваю, він провів сезон у клубі «Пеньяроль», вигравши свій другий титул чемпіона Уругваю у 1985 році, ставши також найкращим бомбардиром турніру з 13 голами, а потім знову повернувся в «Рівер Плейт», з яким 1986 року виграв чемпіонат Аргентини та Кубок Лібертадорес, а потім здобув і Міжконтинентальний кубок 1986 року, забивши єдиний гол у тому матчі проти «Стяуа» (1:0). За це того року Альсаменді був визнаний найкращим футболістом Південної Америки. Граючи у складі «Рівер Плейта» також здебільшого виходив на поле в основному складі команди і був серед найкращих голеодорів, відзначаючись забитим голом в середньому щонайменше у кожній третій грі чемпіонату.
Протягом 1988—1990 років захищав кольори іспанського «Логроньєса», забивши 15 голів у 62 іграх Прімери, після чого недовго грав за аргентинське «Депортиво Мандію», а завершив ігрову кар'єру на батьківщині у команді «Рампла Хуніорс», за яку виступав протягом 1991 року.

## Виступи за збірну
25 квітня 1978 року дебютував в офіційних матчах у складі національної збірної Уругваю.

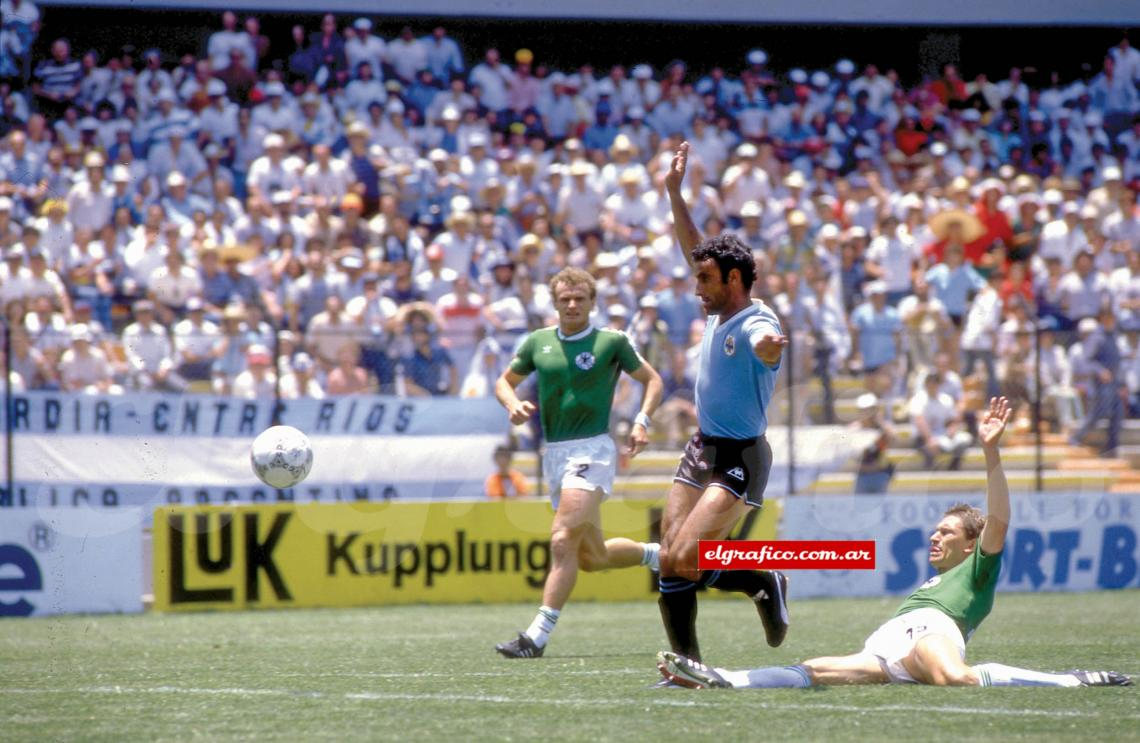
Альсаменді забиває гол на чемпіонаті світу 1986 року у ворота ФРН.

У складі збірної був учасником розіграшу Кубка Америки 1983 року у різних країнах, здобувши того року титул континентального чемпіона, втім на поле на тому турнірі Антоніо не виходив. Згодом зі збірною поїхав на чемпіонат світу 1986 року у Мексиці, де вже був основним гравцем, зігравши у трьох іграх групового етапу і в грі проти ФРН (1:1) забив гол.
Наступного року на розіграшу Кубка Америки 1987 року в Аргентині Уругвай захистив звання найкращої команди Південної Америки, і значну частку в цьому успіху відіграв Альсаменді, який забив переможний гол у півфінальному матчі проти Аргентини (1:0), а потім зіграв і у фіналі проти Чилі (1:0). На наступному Кубку Америки 1989 року у Бразилії Уругвай здобув титул віце-чемпіона Південної Америки, а Альсаменді зіграв у всіх 7 іграх — проти Еквадору, Болівії, Чилі (гол), в обох іграх проти Аргентини, Парагваю (гол) і Бразилії.
Останнім великим турніром для Альсаменді став чемпіонат світу 1990 року в Італії. На ньому Антоніо зіграв у двох матчах групового етапу проти Іспанії та Бельгії та в програному матчі 1/8 фіналу проти Італії.
Загалом протягом кар'єри у національній команді, яка тривала 13 років, провів у її формі 31 матч, забивши 6 голів.

## Тренерська кар'єра
Завершивши ігрову кар'єру, Антоніо став тренером і спочатку очолював кілька аматорських клубів, а також був асистентом.
У 1998 році очолив перуанський клуб «Сьєнсіано»». У 1999 році він повернувся до Уругваю, щоб тренувати свій колишній клуб «Рампла Хуніорс».

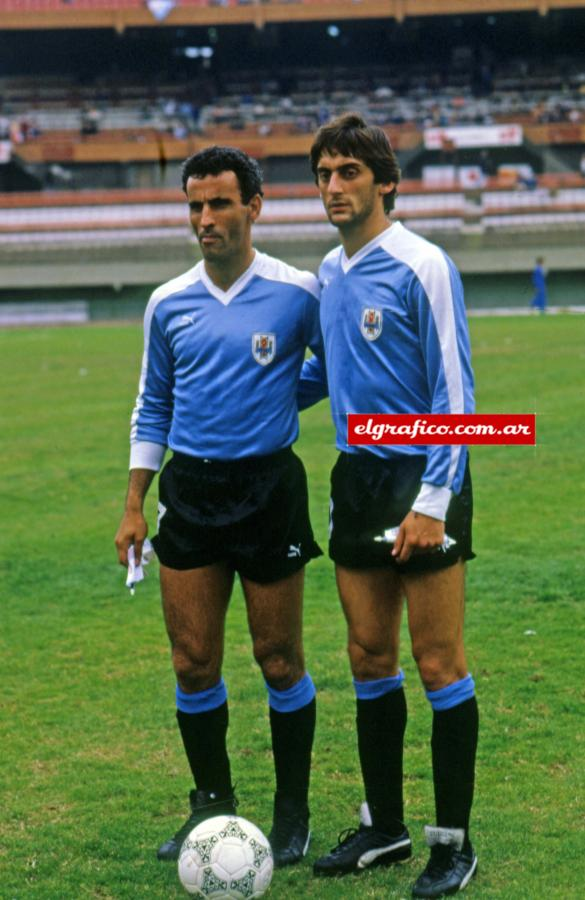
Альсаменді (ліворуч) та Енцо Франческолі у складі збірної Уругваю. 1987 рік.

У 2002 році він очолив клуб «Депортіво Мальдонадо», а в 2003 році — «Фенікс» (Монтевідео), а наступного року працював з гватемальським клубом «Комунікасьйонес».
Альсаменді повернувся знову до Перу в 2008 році, працюючи з командами «Спорт Анкаш» і «Тоталь Чалако».

## Титули і досягнення

### Командні
- Чемпіон Аргентини (1):

«Індепендьєнте»: 1978
- Чемпіон Уругваю (2):

«Насьйональ»: 1983
«Пеньяроль»: 1985
- Володар Кубка Лібертадорес (1):

«Рівер Плейт»: 1986
- Володар Міжконтинентального кубка (1):

«Рівер Плейт»: 1986
- Володар Міжамериканського кубка (1):

«Рівер Плейт»: 1987
- Переможець Кубка Америки: 1983, 1987
- Срібний призер Кубка Америки: 1989

### Особисті
- Футболіст року в Південній Америці: 1986
- Найкращий гравець Міжконтинентального кубка: 1986[13]
- Найкращий бомбардир чемпіонату Уругваю: 1985 (13 голів)
- Найкращий бомбардир Суперкубка Лібертадорес: 1988 (4 голи)